# Uboa
Uboa ist ein 2010 gegründetes Musikprojekt dessen Musik dem Post-Industrial-Substilen Death Industrial, Noise und Dark Ambient zugerechnet wird.

## Geschichte
Xandra Metcalfe initiierte Uboa 2010. Das Projekt begann als experimentelles Drone-Doom-Projekt, entwickelte sich jedoch in Richtung Noise, Avantgarde und Post-Industrial. Ihr Veröffentlichungskatalog umfasst diverse Kooperationen mit anderen Projekten sowie Labeln des Post-Industrial und Noise-Umfelds sowie eine Fülle unterschiedlicher Exempel die von ihr über SoundCloud und Patreon zugänglich gemacht werden. Auftritte absolvierte Uboa vornehmlich in Australien, darunter solche als Vorband für The Body. Im Jahr 2024 trat Uboa allerdings an allen drei Tagen des Roadburn Festival in den Niederlanden auf.

## Konzept
Das Projekt ist eng mit der Transgender-Identität von Xandra Metcalfe verwoben. Sie beschreibt die Angst, das Verbergen, das Chaos, die Offenbarung und die Befreiung als „absolut zentral für Uboa“. Zum Zeitpunkt der ersten Aufnahmen war Metcalfe seit zwei Jahren Out. Das Stück Hook Echo markiert den Zeitpunkt ihrer Transition. Auch die „Angst vor den Auswirkungen verschiedener transphober Diskurse“ sind Teil des Themenfundus, der ihre Musik, die Visualisierung der Musik in Form von begleitendem Bildmaterial und Tonträger-Gestaltungen prägt. Auch ihre Auftritte. So begeht sie Konzerte häufig nackt, um „den nackten Trans-Körper vom lustvollen Genuss zu befreien“, anstelle eines „Spektakels für den männlichen Blick“ rückte Metcalfe ein schockierendes „Element des Entsetzens“ ohne erotische Komponente, beansprucht und offenbarte ihren vulnerablen Körper so als ihren. Damit sei die „Verletzlichkeit von Transsexuellen […] eine wichtige Komponente“ ihres musikalischen Schaffens.

## Stil
Die experimentelle Musik von Uboa unterliegt einem Eklektizismus der Death Industrial und Noise ebenso wie Drone Doom nutzbar macht.
Die Form variiert dabei mit jeder Veröffentlichung. Die erste Aufnahme wurde noch als avantgardistischer und extremer Doom Metal in der Tradition von Atomsmasher, Khanate und Venowl besprochen, spätere Veröffentlichungen wurden eher dem Post-Industrial zugerechnet. Metcalfe schichtet mehrere Ebenen Harsh Noise mit Phasen von Ambient- und Chormusik sowie Synthesizerspuren zu einzelnen Stücken, zu welchen sie ihre Texte singend, sprechend und schreiend vorträgt. Insbesondere gequälte Schreie finden sich gehäuft in der Musik. Für Uboa nutzt Metcalfe so das breite Spektrum ihrer musikalischen Möglichkeiten, um Ausdrucksformen zwischen „gewaltigen Wänden aus Geschrei und verzerrtem weißem Rauschen bis hin zu einem langsam pulverisierenden, aber überraschend süßen Post-Rock / Post-Punk zu durchlaufen“. Das Resultat erinnere mitunter an „die gesamte Band Swans [die] von nur einer Person reproduziert“ wird.

## Rezeption
Die Musik von Uboa erfuhr anhaltend positive Resonanz. Bereits Coma Wall wurde als Genuss eines Doom-Noise-Hybrid gelobt. Auch später Veröffentlichungen wurden als katharsische Meisterwerke gelobt.

„The Origin of My Depression is one of the most harrowing offerings in experimental music this year. Profoundly disturbing and not for the faint of heart.“

„The Origin of My Depression ist eines der erschütterndsten Werke experimenteller Musik in diesem Jahr. Tiefgreifend verstörend und nichts für schwache Nerven.“

Dieser durchdringenden Emotionalität der Musik wird tiefe Authentizität und Einzigartigkeit zugesprochen. Der experimentelle Grundgedanken unter dem Uboa agiert wird als Bereicherung für Harsh Noise, Dark Ambient, Doom Metal und experimentelle elektronische Musik bewertet, könne dabei aber keinem Genre gänzlich zugeschlagen werden. So wird Uboa zu den extremsten und hochwertigsten Noise-Projekten Australiens gerechnet.

## Diskografie (Auswahl)
- 2010: Sometimes Light (Download-Album, Selbstverlag)
- 2013: Jouissance (Download-Album, Selbstverlag)
- 2015: Coma Wall (MC-EP, Void Worship)
- 2017: Hook Echo (Download-EP, Selbstverlag)
- 2017: Please Get Home Safe (Kollaborations-EP mit Slumberkitty, Selbstverlag)
- 2018: The Sky May Be (Album, Art as Catarsis)
- 2018: The Apple Of Every Eye (Split-EP mit Muddy Lawrence, Serenity Now Tapes)
- 2018: The Absolute (Kollaborations-Album mit Solus Varak, Polar Wounds)
- 2019: Uboa & Bolt Gun (Split-EP mit Bolt Gun, Selbstverlag)
- 2019: The Flesh of the World (Album, Selbstverlag)
- 2020: The Origin Of My Depression (Album, The Flenser/Deathwish Inc.)
- 2022: Dead Time’s Broken Arrow (Split-EP mit vi a., Hyperchaos)
- 2023: Empathy Shield (Download-Live-Album, Selbstverlag)
- 2024: Impossible Light (Album, Selbstverlag)
- 2025: All the Dead Melt Down as Rain (Album, Selbstverlag)